# أشلي ويليامز
أشلي إيرول ويليامز (بالإنجليزية: Ashley Errol Williams) مواليد 23 أغسطس 1984 في وولفرهامبتون) لاعب كرة قدم ويلزي دولي يجيد اللعب في خط الدفاع. يلعب حاليًا لصالح نادي إيفرتون الإنجليزي، وهو أيضًا قائد المنتخب الويلزي.

## روابط خارجية
- أشلي ويليامز على موقع الاتحاد الأوربي (الإنجليزية)
- أشلي ويليامز على موقع قاعدة بيانات كرة القدم.إي يو (الإنجليزية)
- أشلي ويليامز على موقع ناشيونال فوتبول تيمز (الإنجليزية)
- أشلي ويليامز على موقع Soccerbase.com (لاعب) (الإنجليزية)
- أشلي ويليامز على موقع Soccerway.com (الإنجليزية)
- أشلي ويليامز على موقع عالم كرة القدم.نت (الإنجليزية)
- أشلي ويليامز على موقع AS.com (الإسبانية)